# مرتضی ثاقب‌فر
مرتضی ثاقب‌فر (۹ مرداد ۱۳۲۱ تهران - ۱۱ دی ۱۳۹۱ تهران) جامعه‌شناس، نویسنده، مترجم، شاهنامه‌شناس و پژوهش‌گر تاریخ و فرهنگ ایران بود.

## زندگی
ثاقب‌فر دارای مدرک کارشناسی ارشد از دانشگاه سوربن فرانسه و یکی از مترجمان پرکار در حوزهٔ ایرانشناسی بود. بیشتر ترجمه‌های او در زمینهٔ تاریخ هخامنشی است و شماری از منابع و مراجع اصلی در زمینهٔ هخامشی‌پژوهی به دست او به فارسی ترجمه شد. ضمن اینکه با سبک خاص خود و با شیوهٔ دقیق به ترجمهٔ این آثار پرداخت. او با توجه به مؤلف بودن خودش در زمینهٔ ایرانشناسی، هرجا که نوشتار اصلی را دچار خطا یا عدم بی‌طرفی می‌دید، در پاورقی یا مقدمه ایرادات را به خواننده تذکر می‌داد.
وی به عنوان عضو کمیته علمی همایش بین‌المللی هزاره شاهنامه برگزیده شده بود

### دوران کودکی و نوجوانی
ثاقب‌فر در نهم اَمرداد ۱۳۲۱ خورشیدی در خیابان بلورسازیِ تهران در خانه‌ای که پیش‌تر از آنِ مشیرالسلطنه – صدراعظم استبداد صغیر- بود، متولد شد. تا ۱۰ سالگی که مجموعهٔ خانه و باغ به فروش رفت، در آنجا زندگی می‌کرد.
تا پنجم ابتدایی به دبستان رازی می‌رفت و سال ششم را در دبستان رودکی که در کوچهٔ شیرین، روبروی دبستان منوچهری – دانشگاه امیرکبیر امروزی- بود، به پایان رساند. آقای «خسروانی» مدیر آن مدرسه، زرتشتی بود و از ۲۰ شاگرد کلاس ششم، فقط چهار پنج نفر مسلمان و بقیه زرتشتی، مسیحی، یهودی و بهایی بودند و در فضای مدارا و تساهل مذهبی پرورش یافت.
سپس در دبیرستان رازی – متعلق به هیئت غیرمذهبی فرانسویان در تهران- به مدیریت موسیو «آندریو» و معاونت آقای «استوانی» و «دکتر اسماعیل رباطی» تحصیل کرد.

### فعالیت‌های سیاسی
از سال ۱۳۳۸ با شرکت در تظاهرات بهمن‌ماه دانش‌آموزان علیه مصوبهٔ جدید وزارت فرهنگ دکتر محمود مهران که حد نصاب قبولی را از نمره هفت به ۱۲ افزایش داده بود، وارد فعالیت‌های سیاسی شد. ضمن اینکه در کلاس‌های آمادگی دانشکدهٔ ادبیات با کادرهای بزرگسال حزب ایران آشنایی یافت و از طریق آن‌ها چندبار در نشست‌هایی که در خانه دکتر سنجابی تشکیل می‌شد، شرکت کرد.
سپس از طریق اللهیار صالح بدون عضویت رسمی، به جبهه ملی پیوست و در تمام تظاهرات آن سال‌ها شرکت کرد، از جمله تظاهرات مشهور دانشجویان و سپس تحصن و خوابیدن در دانشگاه و سپس در تظاهرات اول بهمن سال ۱۳۴۰ که پلیس به دانشگاه یورش آورد و عدهٔ زیادی از دانشجویان زخمی شدند.
در سال ۱۳۴۲ که شاه طرح شش ماده‌ای انقلاب سفید را مطرح کرده بود، و جبهه ملی آن را رد می‌کرد نامه‌ای به کنگره نوشت که همه‌پرسی ششم بهمن را تحریم نکنید و به جایش شعار «اصلاحات ارضی آری، دیکتاتوری نه» را مطرح کنید ولی به این نامه اعتنایی نشد و او نیز به عنوان اعتراض، جبهه ملی را ترک کرد. سپس در ۱۶ آذر ۱۳۴۳، رهبری تعطیل کردن دانشکدهٔ ادبیات – یگانه دانشکدهٔ دانشگاه تهران که در آن روز تعطیل شد- را بر عهده گرفت که در نتیجه در همان روز دستگیر شد و همراه با دوستان دیگرش ارسلان پوریا، «جمشید مصباحی‌پور (ایرانیان)»، «محسن ثلاثی» و «برزو شکیبی» به زندان قزل‌قلعه فرستاده شد.
چند هفته پس از ورود به زندان، یادگیری زبان انگلیسی را نزد «مجید امین‌موید» که محکوم به حبس ابد بود، آغاز کرد و شش ماهی که در زندان قزل‌قلعه و قصر بود، سه کتاب اسنشل را با همهٔ تمرین‌های آن آموخت. این دورهٔ زندان البته با حوادث سیاسی مهمی در بیرون از زندان همراه بود که طبعاً با شدت عمل بیشتری نسبت به زندانیان بازتاب می‌یافت. مهم‌ترین این حوادث، ترور حسن‌علی منصور، تغییر ریاست ساواک و سوءقصد به جان شاه در فروردین ۱۳۴۴ بود. او پس از چندی آزاد شده و از دانشگاه اخراج و بالاجبار به سربازی فرستاده شد؛ و سپس از نو به دانشگاه رفت و تحصیلات خود را در رشته جامعه‌شناسی به پایان رساند. در پی علنی شدن جنبش چریکی سیاهکل، عدهٔ زیادی دستگیر شدند که دو تن از یاران او علی‌اکبر اکبری و عظیم رهین نیز در جزو آنان بودند. پس از دانشگاه به دلیل خطرات ناشی از فعالیت‌هایش سه و نیم سال زندگی مخفیانه را اختیار کرد؛ ولی در پایان خود را به شهربانی معرفی کرده و به زندان اوین منتقل شد. پس از چند روز در پی یافت شدن جسد مصطفی شعاعیان از چریک‌های مارکسیست که گویا خودکشی کرده بود، او را آزاد کردند.

### مرگ
او در بامداد ۱۱ دی ۱۳۹۱ در سن هفتاد سالگی در پی خون‌ریزی مغزی در بیمارستان رسول اکرم تهران درگذشت.
مراسم بزرگ‌داشت استاد ثاقب‌فر که قرار بود عصر یکشنبه هفدهم دی‌ماه در خانهٔ اندیشمندانِ علوم انسانی برگزار شود لغو شد. انجمنِ دوستدارانِ میراث فرهنگی افراز که از انجمن‌های کوشا در زمینهٔ دفاع از میراث فرهنگی است و حتی در سی‌ام شهریورماه همان سال مراسم بزرگ‌داشتی را به‌مناسبت سالگرد شروع جنگ و به جهت تجلیل از خلبانان مؤثر در دفاعِ مقدس (عملیات H3)، در تالار «ایوان شمس»، برگزار کرد برای برپایی این بزرگ‌داشت اقدام کرده بود.

## فعالیت‌های علمی
از سال ۱۳۵۶ با ترجمهٔ کتاب جامعه‌شناسی و فلسفه امیل دورکیم وارد حوزه رسمی ترجمه شد؛ و در سال بعد برای ادامه تحصیل به دانشگاه سوربون (رنه دکارت در پاریس) رفت. اما پس از حملهٔ عراق به ایران و آغاز جنگ در سال ۱۳۵۹، به کارشناسی ارشد بسنده کرده و دکتری را رها کرد و به کشور بازگشت. در این زمان کتاب آگاهی آریایی را به عنوان نخستین اثر تألیفی خود در حوزه فرهنگ ایران نوشت. در این کتاب، آگاهی آریایی به گونهٔ شاهینی تصور می‌شود که پس از هزار سال ترک سرزمین اصلی خود و رفتن به اروپا دوباره بازمی‌گردد و بر ستیغ دماوند می‌نشیند و با دیدن وضع اندوه‌بار ایران، نخست می‌گرید و سپس به یادآوری افتخارات گذشته‌اش می‌پردازد، ولی سرانجام به خود نهیب می‌زند و نبرد با کرکس‌های مادّی، تازی و هگلی را آغاز می‌کند. این نبردها، گفتگوهایی جدلی هستند، میان شاهین آگاهی و کرکس‌های دژآگاهی.
در سال ۱۳۶۴ دومین اثر خود یعنی «شاهنامه و فلسفه تاریخ ایران» را نوشت. در سال‌های بعدی به همکاری با احمد بیرشک در دانشنامهٔ بزرگ فارسی پرداخت. در دههٔ ۱۳۷۰ کار در مجله دانشمند و همچنین نگاه نو را آغاز کرد؛ و سپس بیشتر به ترجمه در زمینه تاریخ ایران باستان به ویژه دوران هخامنشی پرداخت.

### کتاب‌های تألیفی
از وی تاکنون بیش از ۱۰۰ جلد کتاب، تألیف و ترجمه، در حوزهٔ جامعه‌شناسی، و تاریخ و فرهنگ ایران منتشر شده‌است. «شاهنامه و فردوسی و فلسفه تاریخ ایران»، «بن‌بست‌های جامعه‌شناسی» از نوشته‌های ایشان است و از ترجمه‌های ثاقب‌فر می‌توان به «یونانیان و بربرها» امیرمهدی بدیع، مجلدات «تاریخ کمبریج» مجموعه ۱۴ جلدی «تاریخ هخامنشیان» دانشگاه خرونینگن هلند و «اخلاق پروتستانی و روح سرمایه‌داری» ماکس وبر اشاره کرد.
- آگاهی آریایی
- راهنمای تألیف، ترجمه و ویرایش
- شاهنامه فردوسی و فلسفه تاریخ ایران
- بن‌بست‌های جامعه‌شناسی
- جامعه‌شناسی و ریاضیات
- بررسی اجتماعی، اقتصادی و فرهنگ ایل کردی بلوچستان
- ایران در گذر روزگاران در گفتگو با مسعود لقمان

### مقالات
- تازیانه بهرام، کوبهٔ بیدارگر
- سوگنامه رستم و سهراب
- مرگ کیخسرو
- سوگنامه فرود
- اهمیت شناخت عقاید و تلقیات جوانان در بررسی مسائل آنان
- سلسله مقالات «مفاهیم و محاسبات آماری به زبان ساده»
- روش‌های ریاضی در علوم اجتماعی
- یادداشت بر ترجمهٔ کتاب اخلاق پروتستانی و روح سرمایه‌داری اثر ماکس وبر
- بن‌بستهای جامعه‌شناسی
- علم یونانی، جهل ایرانی، عدل عباسی
- فلسفه تاریخ ایران و شاهنامه فردوسی
- حماسه ملّی و فلسفهٔ تاریخ
- ناسیونالیسم ایرانی و «مسئله ملیت‌ها» در ایران
- رفتارشناسی جانوری یا جامعه‌شناسی جانوری؟
- ارسلان پوریا هم رفت
- گزندهای تعصب (نقدی بر کتاب پیامبر آریایی)
- دین مهر در جهان باستان
- نگاهی به کتاب دکتر محمد مصدق؛ آسیب‌شناسی یک شکست
- منابع تاریخ ایران (متن ویراستهٔ سخنرانی در انجمن فرهنگی افراز)

### کتاب‌های ترجمه
- اصول فلسفه (از فرانسه)
- خیابان پرولتر سرخ
- روح سرمایه‌داری و اخلاق پروتستانی (از فرانسه)
- یک رمان
- گالیله، تولد فیزیک (از فرانسه)
- تاریخ پزشکی در جهان، جلد ۱ تا ۸ (از فرانسه)
- آمریکای پیش از کلمب (از فرانسه)
- تاریخ پزشکی در جهان، جلد ۸ (از فرانسه)
- خلاصه زندگینامه علمی دانشوران (از انگلیسی)
- سرزمین و مردم مجارستان (از انگلیسی)
- روان‌شناسی جدید (از فرانسه)
- رساله‌ای دربارهٔ آزادی‌ها (از فرانسه)
- جامعه‌شناسی معاصر آلمان (از فرانسه)
- فرهنگ و دموکراسی (از فرانسه)
- قدرت اراده (از فرانسه)
- چگونه بر خود مسلط شویم
- جامعه‌شناسی و فلسفه (از زبان فرانسه)
- دیباچه‌ای بر جامعه‌شناسی (از انگلیسی)
- ایدئولوژی‌های مدرن سیاسی (از انگلیسی)
- اجرای پیمان‌نامه حقوق کودک (از انگلیسی)
- هویت‌های مرگبار (از فرانسه)
- عصر عطش (از فرانسه)
- موسیو ابراهیم
- اُسکار و مادام رُز
- پسر نوح
- جهان باستان، دان ناردو (از انگلیسی)
- امپراتوری ایران، دان ناردو (از انگلیسی)
- کوروش بزرگ، ژراژ ایسرائل (از فرانسه)
- یونانیان و بربرها، امیر مهدی بدیع - جلد ۱٬۴٬۵ (از فرانسه)
- تاریخ ایران کمبریج (جلد ۱ و ۲، سرزمین ایران) (از انگلیسی)
- تاریخ جهان باستان کمبریج، جلد ۵، ۷، ۱۱ و ۱۲ (از انگلیسی)
- تاریخ جهان باستان کمبریج، جلد ۴ ایران هخامنشی (از انگلیسی)
- تاریخ هخامنشیان دانشگاه خرونینگن هلند - جلد ۱ تا ۱۴ (از انگلیسی و فرانسه و…)
- ایران باستان، جوزف ویزه هوفر (از انگلیسی)
- از ایران زرتشتی تا اسلام
- دائرةالمعارف دانش بشر
- ایران در دوره پهلوی، لنچوفسکی (از انگلیسی)
- رضاشاه و شکل‌گیری ایران نوین، استفان کرونین (از انگلیسی)
- شاهنشاهی ساسانی، دکتر تورج دریایی (از انگلیسی)
- شاهنشاهی اشکانی، یوزف ولسکی (از انگلیسی)
- شاهنشاهی هخامنشی، جیمز مائول کوک (از انگلیسی)
- مقالات سیاسی تقی‌زاده
- مقالات ایران‌شناسی تقی‌زاده
- خودآموز بدبختی (از فرانسه)
- تاریخ هرودوت جلد ۱ و ۲ (از سه متن انگلیسی و فرانسه)
- آنگولا، بنین، فیلیپین (از انگلیسی)
- تلویزیون در خدمت مردم (از انگلیسی و فرانسه)
- دین مهر در جهان باستان (دومین کنگره مهرشناسی تهران، از انگلیسی و فرانسه)
- شهریار (از انگلیسی)
- تاریخ عمومی آفریقا، جلد ۳ و ۷ (از انگلیسی)[۷]